# Samsung Wave II
Samsung Wave II S8530 – smartfon firmy Samsung, następca modelu Wave S8500. 
Z wyglądu różni się większym wyświetlaczem – 3.7" (Wave miał 3.3"), oraz minimalnie zmienionym guzikiem centralnym.
Technicznie, różni się technologią wyświetlacza – podczas gdy Wave S8500 miał Super AMOLED, tak Wave II S8530 ma wyświetlacz Super Clear LCD. Prócz tego, Wave II produkowany jest tylko w jednej wersji, a nie jak jego poprzednik - w dwóch (2 lub 8 GB pamięci). Od lutego 2012 dostępna jest oficjalna aktualizacja przez Kies do systemu Bada OS 2.